# Shinagawa
Shinagawa (品川区, Shinagawa-ku) és un municipi i districte especial de Tòquio, a la regió de Kantō, Japó. Degut a la seua condició de municipi, Shinagawa també és conegut en anglés i oficialment pel govern local com a "ciutat de Shinagawa" (Shinagawa City).
El terme "Shinagawa" és sovint utilitzat per a referir-se al barri de negocis al voltant de l'estació de Shinagawa, fora del districte especial de Shinagawa. Aquest barri de "Shinagawa" es troba localitzat als barris de Takanawa i Kōnan, al districte especial de Minato, fent frontera amb el barri de Kita-Shinagawa.

## Geografia

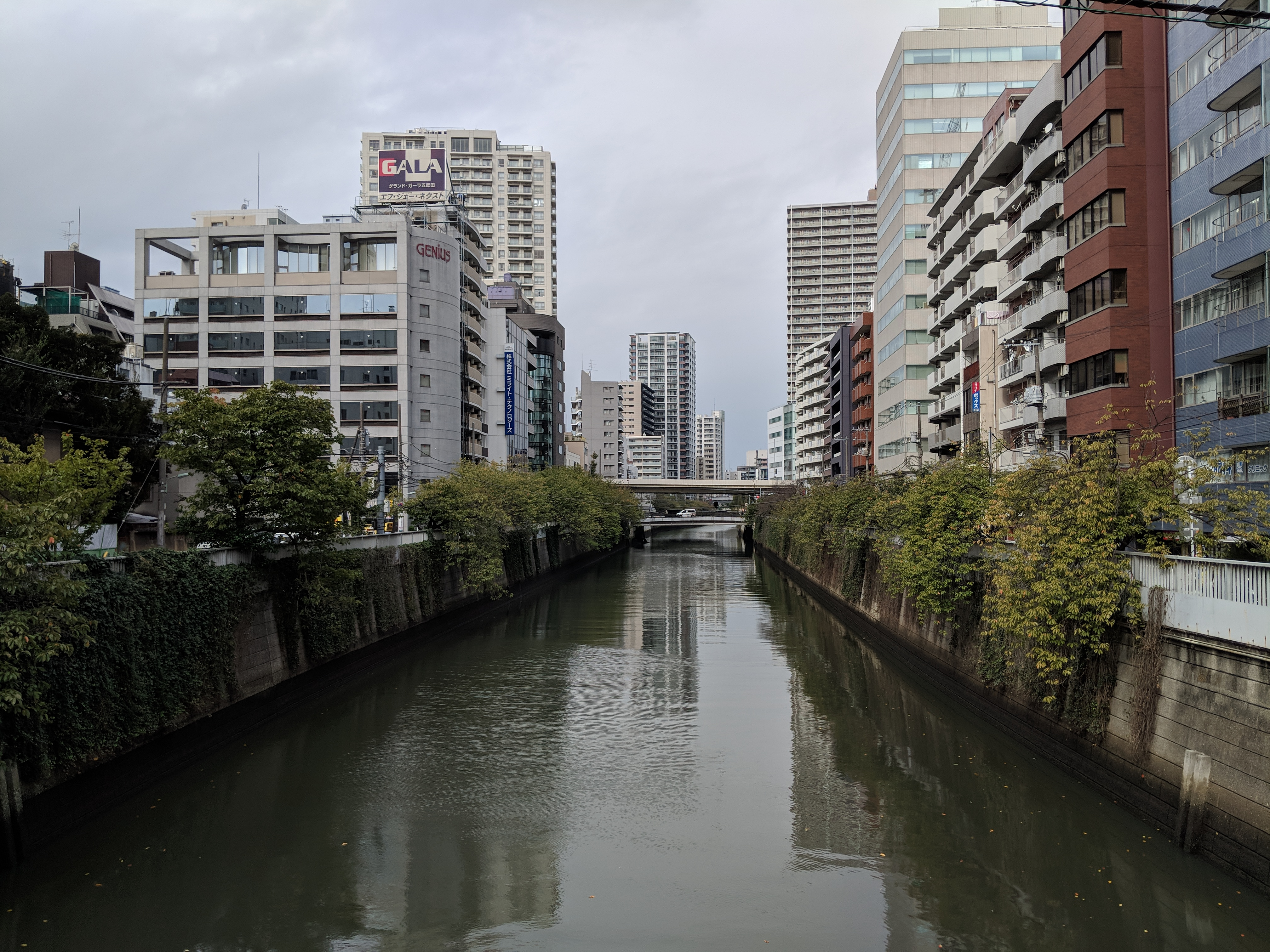
El riu Meguro al seu pas per Nishi-Gotanda

El districte especial de Shinagawa es troba a la part meridional de la regió dels districtes especials, a l'est de Tòquio. Shinagawa, com gran part de Tòquio, es troba sobre l'altiplà de Musashino. Pel districte passen els rius Meguro i Tachiai, el primer nascut a Setagaya o el segon a Meguro. El terme municipal de Shinagawa limita amb els de Shibuya i Minato al nord; amb Ōta al sud i amb Meguro a l'oest. Cap a l'est, el districte especial fa costa amb la badia de Tòquio i, la part oriental del districte està plena de canals navegables. Dos d'aquests canals són el de Keihin i el de Tennōzu.

### Barris
Aquests són els barris del districte de Shinagawa:
- Ebara (荏原)
- Ōi (大井)
- Ōsaki (大崎)
- Katsushima (勝島)
- Kami-Ōsaki (上大崎)
- Kita-Shinagawa (北品川)
- Koyama (小山)
- Koyamadai (小山台)
- Togoshi (戸越)
- Nakanobu (中延)
- Nishi-Ōi (西大井)
- Nishi-Gotanda (西五反田)
- Nishi-Shinagawa (西品川)
- Nishi-Nakanobu (西中延)
- Hatanodai (旗の台)
- Higashi-Ōi (東大井)
- Higashi-Gotanda (東五反田)
- Higashi-Shinagawa (東品川)
- Higashi-Nakanobu (東中延)
- Higashi-Yashio (東八潮)
- Hiratsuka (平塚)
- Hiromachi (広町)
- Futaba (二葉)
- Minami-Ōi (南大井)
- Minami-Shinagawa (南品川)
- Yashio (八潮)
- Yutaka-chō (豊町)

## Història

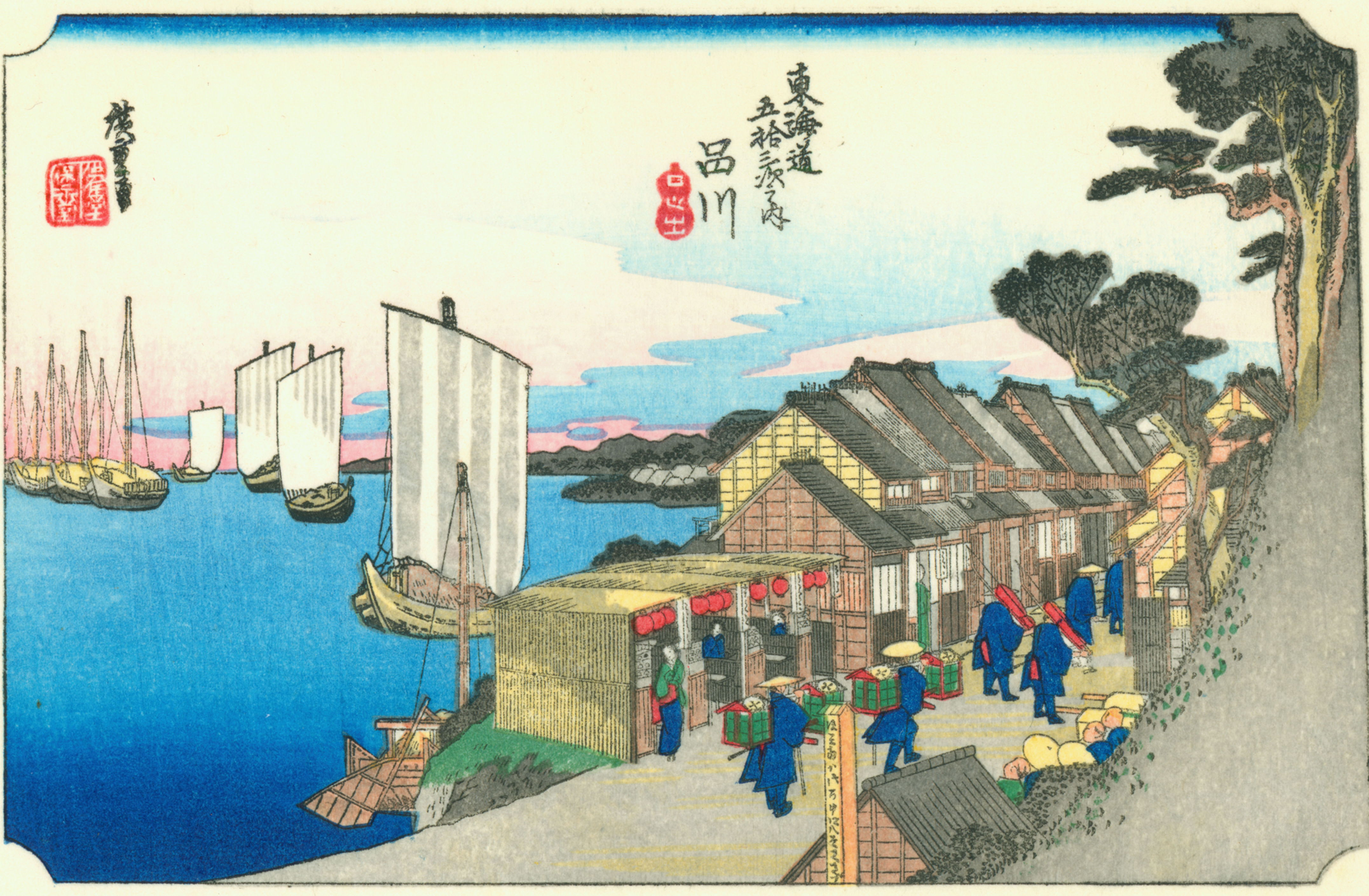
Shinagawa a les cinquanta-tres estacions de Tōkaidō de Hiroshige

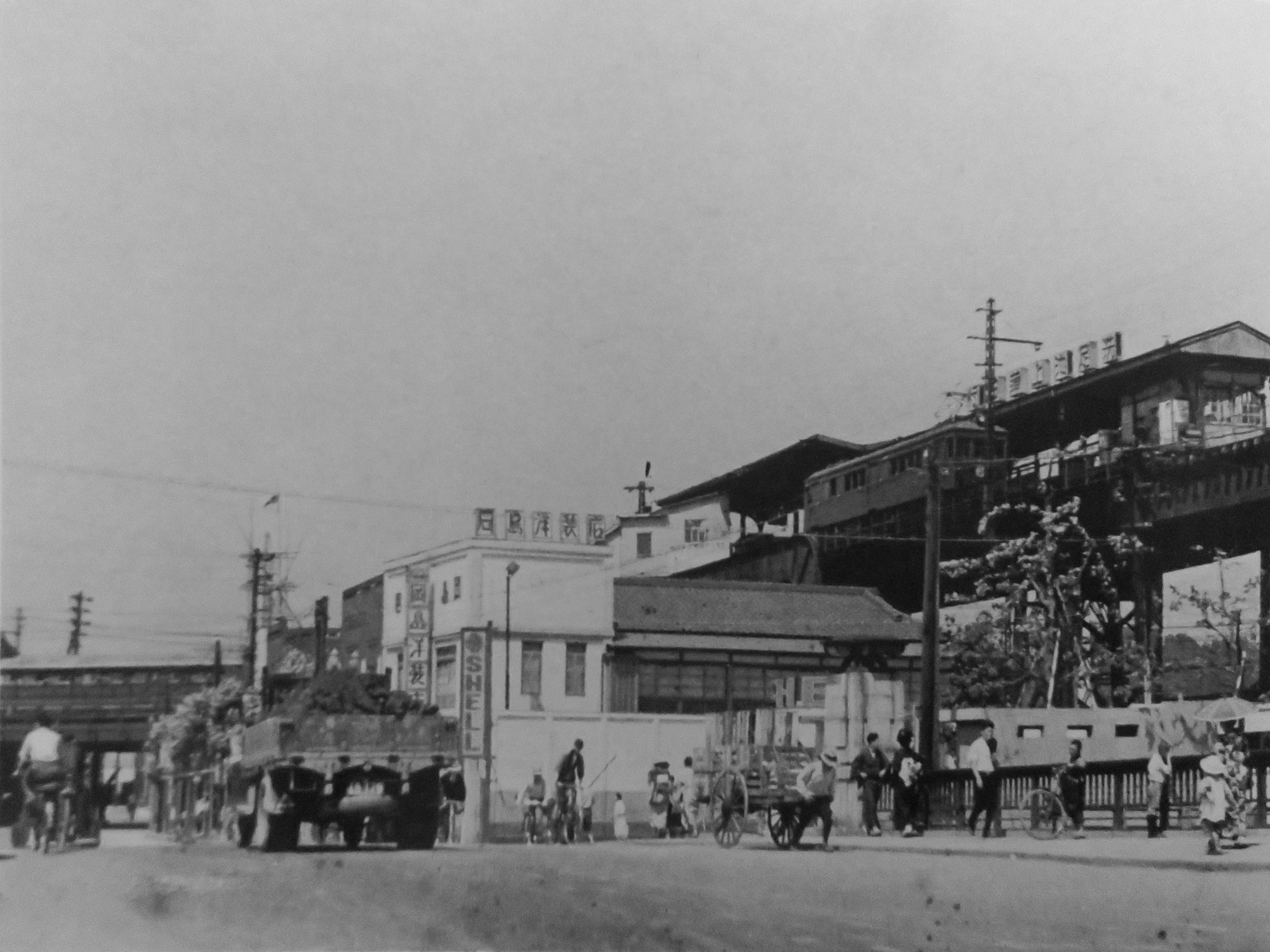
L'estació de Gotanda el 1936

La majoria de la part oriental del Palau Imperial de Tòquio són terres guanyades al mar. Gran part d'aquestes terres foren urbanitzades durant el període Edo, quan Shinagawa era la primera shukuba o posta el Tōkaidō, el camí que connectava Edo amb Kyoto. Durant el bakufu Tokugawa es va construir el camp d'execucions de Suzugamori. Fins als començaments de l'era Meiji, Shinagawa va formar part de l'antiga província de Musashi.
Després de la restauració Meiji i l'abolició del sistema han, l'any 1869 es creà la breu prefectura de Shinagawa. El territori d'aquella prefectura era principalment el de l'ara desaparegut districte d'Ebara, però la prefectura de Shinagawa fou annexionada per l'antiga prefectura de Tòquio l'any 1871. L'any 1932, després del gran terratrèmol de Kantō de 1923, els límits de la ciutat de Tòquio es van estendre, absorbint finalment el districte d'Ebara, que es va dissoldre i passant a ser els districtes urbans de Shinagawa i Ebara. El 15 de març de 1947, sota la llei d'autonomia local, els dos districtes urbans es fussionaren en un d'especial anomenat Shinagawa, fins avui.
La històrica funció de posta de la zona encara avui perdura, amb una oferta hotelera de més de 6.000 cambres, la concentració més alta de tot Tòquio.

## Administració

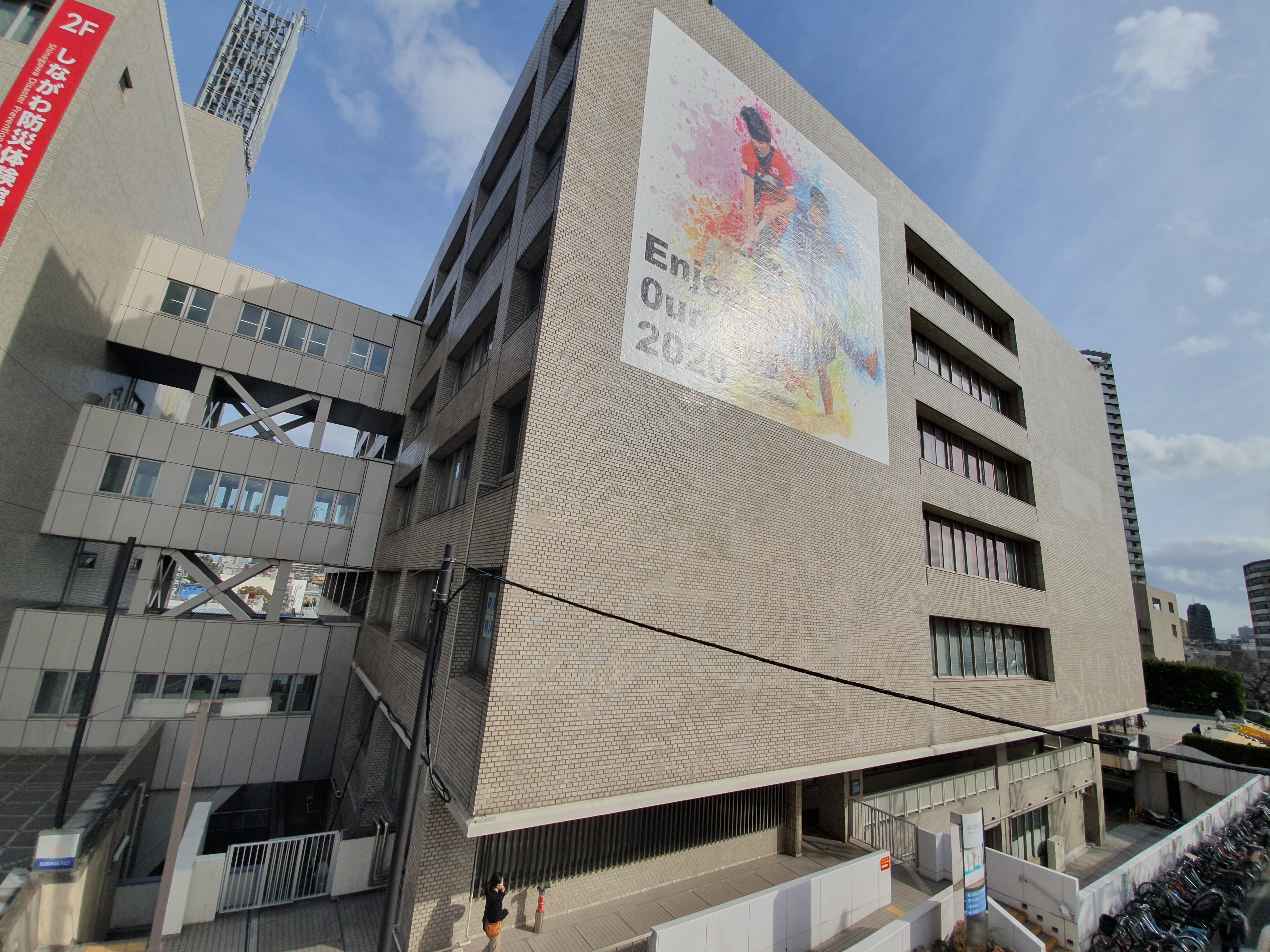
Ajuntament de Shinagawa

### Alcaldes
A continuació es presenta una relació dels alcaldes electes:
- Ryūji Kudō (1932-1936)
- Tanetsugu Chiba (1936-1937)
- Fuminosuke Dosei (1937-1939)
- Mitsuzō Toriba (1939-1939)
- Kamekichi Shirono (1939-1942)
- Sanji Yasuda (1942-1943)
- Kameyoshi Hirano (1943-1944)
- Hisayoshi Yoshida (1944-1944)
- Teruo Shimizu (1944-1945)
- Katshiko Ōnogi (1945-1947)
- Tadamasa Kaburagi (1947-1955)
- Shōichi Shimamoto (1955-1967)
- Shigezō Sugimoto (1968-1972)
- Eitarō Taga (1972-1987)
- Kyūji Takahashi (1987-2006)
- Takeshi Hamano (2006-present)

### Assemblea
| Assemblea de Shinagawa (2019-2023) | Assemblea de Shinagawa (2019-2023)                | Assemblea de Shinagawa (2019-2023) | Assemblea de Shinagawa (2019-2023) |
| P: Takenobu Honda (PLD)            | P: Takenobu Honda (PLD)                           | V: Yoshihiro Tsukamoto (KM)        | V: Yoshihiro Tsukamoto (KM)        |
| Grups polítics                     | Grups polítics                                    | Grups polítics                     | Regidors                           |
| ---------------------------------- | ------------------------------------------------- | ---------------------------------- | ---------------------------------- |
|                                    | Partit Liberal Democràtic                         | 自由民主党                         | 9 / 40                             |
|                                    | Kōmeitō                                           | 公明党                             | 7 / 40                             |
|                                    | Liberaldemòcrates-Independents-Futur dels Infants | 自民・無所属・子ども未来           | 6 / 40                             |
|                                    | Partit Comunista del Japó                         | 日本共産党                         | 6 / 40                             |
|                                    | Unió Reformista de Shinagawa                      | 品川改革連合                       | 3 / 40                             |
|                                    | Xarxa d'Habitants de Tòquio                       | 品川・生活者ネットワーク           | 2 / 40                             |
|                                    | Club d'Independents de Shinagawa                  | しながわ無所属クラブ               | 2 / 40                             |
|                                    | Independents                                      | 無所属                             | 3 / 40                             |

## Demografia
| 1920    | 1930    | 1940    | 1950    | 1960    | 1970    | 1980    |
| ------- | ------- | ------- | ------- | ------- | ------- | ------- |
| 121.077 | 311.604 | 419.403 | 288.624 | 427.859 | 397.302 | 346.247 |
| 1990    | 2000    | 2010    | 2020    | 2030    | 2040    | 2050    |
| 344.611 | 324.608 | 365.412 | 411.792 | -       | -       | -       |

## Transport

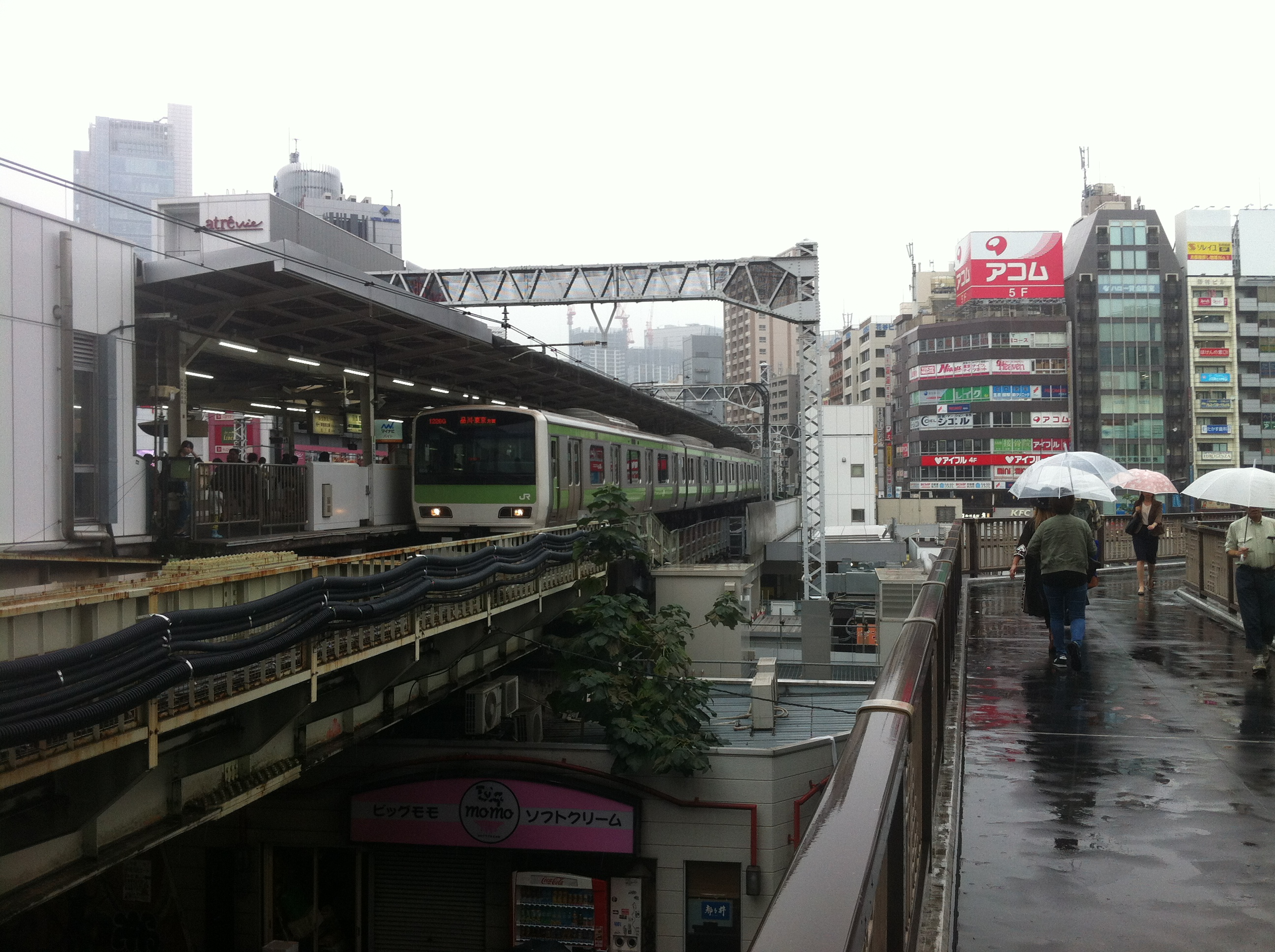
Línia Yamanote a Gotanda

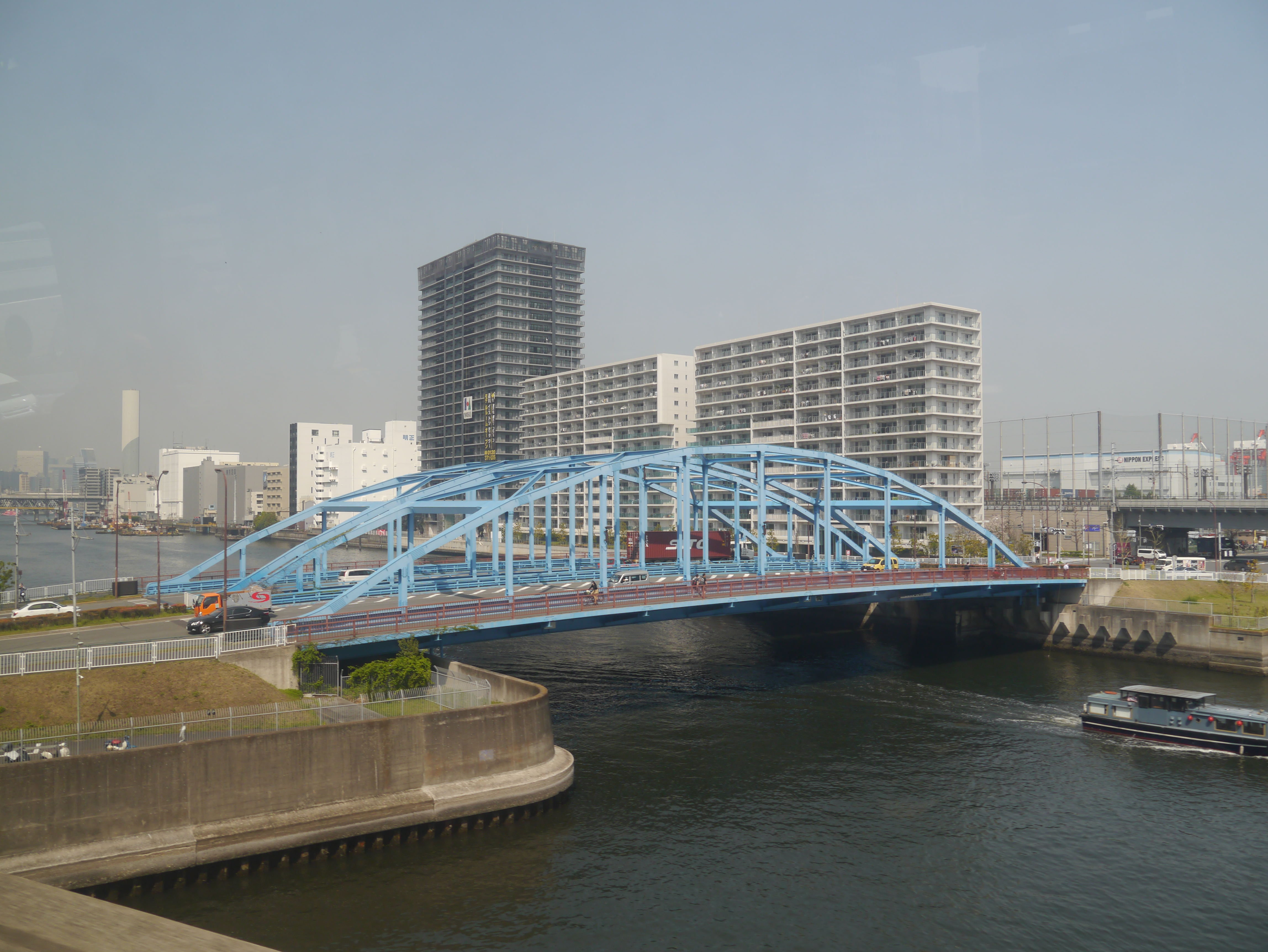
Pont de Futo-Shinagawa

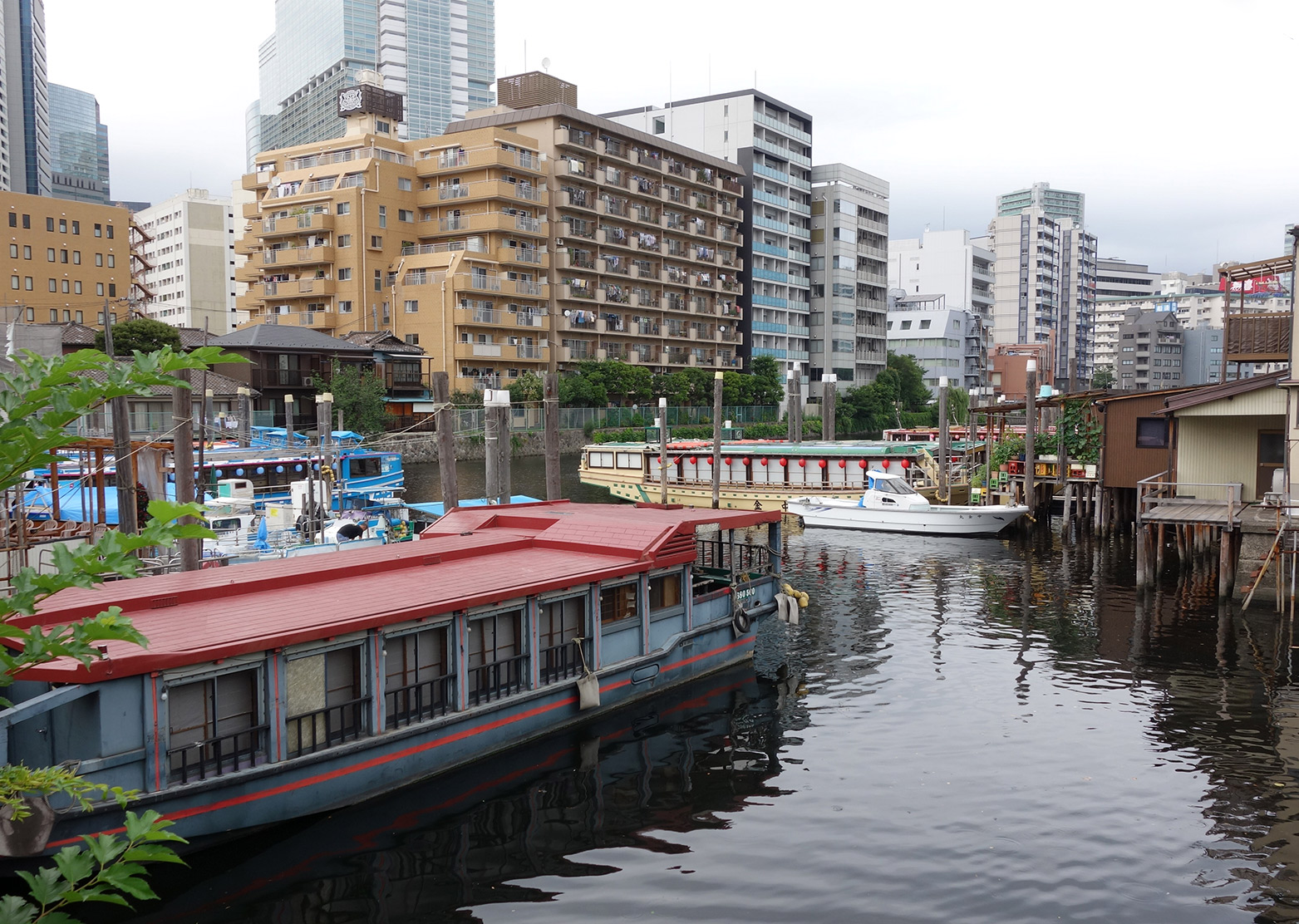
Port a Kita-Shinagawa

### Ferrocarril
- Companyia de Ferrocarrils del Japó Oriental (JR East)
  - Ōsaki - Gotanda - Meguro - Ōimachi - Nishi-Ōi
- Ferrocarril Elèctric Exprés de Tòquio (Tōkyū)
  - Meguro - Fudō-mae - Musashi-Koyama - Nishi-Koyama - Ōimachi - Shimo-Shinmei - Togoshi-kōen - Nakanobu - Ebaramachi - Hatanodai - Gotanda - Ōsaki-Hirokōji - Togoshi-Ginza - Ebara-Nakanobu
- Ferrocarril Ràpid Costaner de Tòquio (TWR)
  - Tennōzu Isle - Shinagawa Seaside - Ōimachi - Ōsaki
- Monocarril de Tòquio
  - Tennōzu Isle - Ōi Keibajō Mae
- Ferrocarril Elèctric Exprés de Tòquio-Yokohama (Keikyū)
  - Kita-Shinagawa - Shin-Banba - Aomono-yokochō - Samezu - Tachiai-gawa - Ōmori-kaigan
- Metro de Tòquio
  - Meguro
- Metro Públic de Tòquio (TOEI)
  - Meguro - Gotanda - Togoshi - Nakanobu

### Carretera
- Autopista Metropolitana de Tòquio
- N-1 - N-15 - N-357
- TK/KN-2 - TK-312 - TK-317 - TK-318 - TK-418 - TK-420 - TK-421 - TK-480

### Marítim
- Companyia Naviliera Turística de Tòquio

## Agermanaments
- Harbin, província de Heilongjiang, RPX. (1981)
- Portland, Maine, EUA. (9 de setembre de 1984)
- Yamakita, prefectura de Kanagawa, Japó. (1988)
- Hayakawa, prefectura de Yamanashi, Japó. (1990)
- Ginebra, cantó de Ginebra, Suïssa. (1991)
- Auckland, Regió d'Auckland, Nova Zelanda. (1993)